# Переекскавація

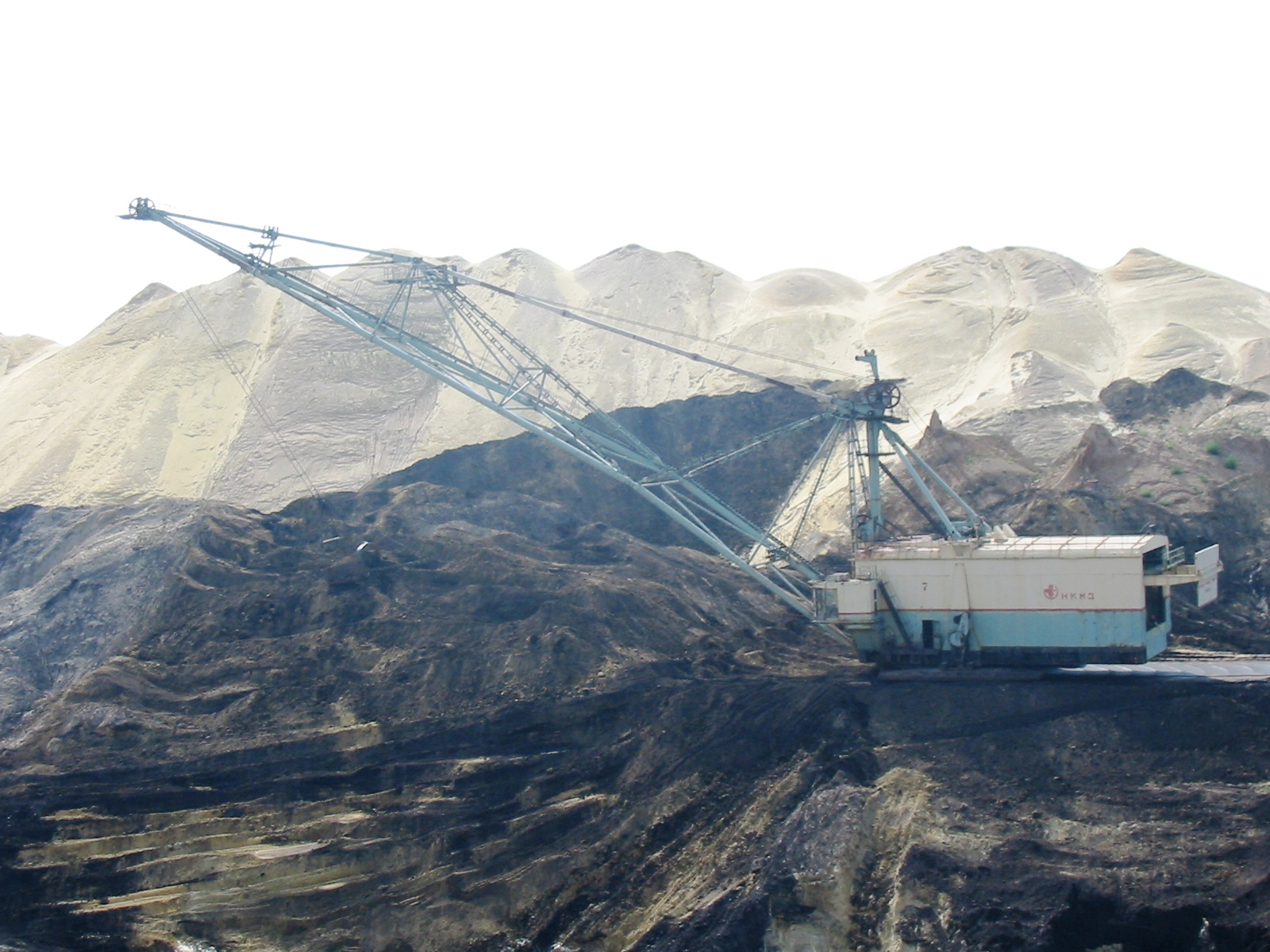
.

Переекскавація (англ. reexcavation, нім. Umbaggern n, Umsetzen n der Massen, Doppeltbewegung f) – одно- або багаторазова перевалка розкривних порід на кар'єрах. Застосовується при ускладненій безтранспортній схемі розробки родовища. П., як правило, здійснюється спец. екскаватором – драґлайном, який розташовується на відвалі або на передвідвалі у виробленому просторі кар’єру. Коефіцієнтом П. називається відношення об’єму переекскавованої породи до об’єму породи екскавованої з цілика (розкривної заходки). При правильно вибраних параметрах технол. схеми коеф. П. менший одиниці. При невеликих робочих радіусах розкривних екскаваторів і розвитку обвалів порід відвалу коеф. кратності перевалки може бути більшим 1 і досягати 4. Осн. перевага П. – розширення сфери застосування безтранспортних схем розкривних робіт і підвищення ефективності відробки родов. Осн. недолік П. – жорстка залежність між розкривними і видобувними роботами.